# ادواردو سانتوس مونتخو
ادواردو سانتوس مونتخو (اسپانیایی: Eduardo Santos Montejo‎; زاده ۲۸ اوت ۱۸۸۸ – درگذشته ۲۷ مارس ۱۹۷۴) سیاست‌مدار اهل کلمبیا بود. وی از ۷ اوت ۱۹۳۸ تا ۷ اوت ۱۹۴۲ رئیس‌جمهور این کشور بود.
ادواردو سانتوس مونتخو در ۲۷ مارس ۱۹۷۴، در سن ۸۵ سالگی درگذشت.